# Боменій (Ер)
Бомені́й (фр. Beaumesnil) — колишній муніципалітет у Франції, у регіоні Нормандія, департамент Ер. Населення — 568 осіб (2011).
Муніципалітет був розташований на відстані близько 125 км на захід від Парижа, 60 км на південний захід від Руана, 33 км на захід від Евре.

## Історія
До 2015 року муніципалітет перебував у складі регіону Верхня Нормандія. Від 1 січня 2016 року належав до нового об'єднаного регіону Нормандія.
1 січня 2016 року Боменій, Ажу, Ла-Барр-ан-Уш, Боск-Рену-ан-Уш, Епіне, Жизе-ла-Кудр, Гутьєр, Граншен, Жонкре-де-Ліве, Ландперез, Ла-Русьєр, Сент-Обен-де-Е, Сент-Обен-ле-Гішар, Сент-Маргерит-ан-Уш, Сен-П'єрр-дю-Меній i Тевре було об'єднано в новий муніципалітет Мені-ан-Уш.

## Демографія
Динаміка населення (INSEE ):
Розподіл населення за віком та статтю (2006):
| Стать | Всього | До 15 років | 15-24 | 25-44 | 45-64 | 65-85 | Понад 85 |
| --- | ------ | ----------- | ----- | ----- | ----- | ----- | -------- |
| Чоловіки | 236    | 32          | 36    | 44    | 80    | 40    | 4        |
| Жінки | 272    | 40          | 44    | 64    | 60    | 60    | 4        |
| \| Статево-вікова піраміда \| Статево-вікова піраміда \| Статево-вікова піраміда \| \| ----------------------- \| ----------------------- \| ----------------------- \| \| Чоловіки \| Вік \| Жінки \| \| 4 \| 85 + \| 4 \| \| 12 \| 80-84 \| 8 \| \| 0 \| 75-79 \| 24 \| \| 8 \| 70-74 \| 16 \| \| 20 \| 65-69 \| 12 \| \| 16 \| 60-64 \| 16 \| \| 32 \| 55-59 \| 16 \| \| 16 \| 50-54 \| 20 \| \| 16 \| 45-49 \| 8 \| \| 20 \| 40-44 \| 16 \| \| 12 \| 35-39 \| 20 \| \| 12 \| 30-34 \| 20 \| \| 0 \| 25-29 \| 8 \| \| 12 \| 20-24 \| 12 \| \| 24 \| 15-20 \| 32 \| \| 28 \| 10-14 \| 12 \| \| 0 \| 5-9 \| 16 \| \| 4 \| 0-4 \| 12 \| |        |             |       |       |       |       |          |
| Статево-вікова піраміда |        |             |       |       |       |       |          |
| Чоловіки | Вік    | Жінки       |       |       |       |       |          |
| 4 | 85 +   | 4           |       |       |       |       |          |
| 12 | 80-84  | 8           |       |       |       |       |          |
| 0 | 75-79  | 24          |       |       |       |       |          |
| 8 | 70-74  | 16          |       |       |       |       |          |
| 20 | 65-69  | 12          |       |       |       |       |          |
| 16 | 60-64  | 16          |       |       |       |       |          |
| 32 | 55-59  | 16          |       |       |       |       |          |
| 16 | 50-54  | 20          |       |       |       |       |          |
| 16 | 45-49  | 8           |       |       |       |       |          |
| 20 | 40-44  | 16          |       |       |       |       |          |
| 12 | 35-39  | 20          |       |       |       |       |          |
| 12 | 30-34  | 20          |       |       |       |       |          |
| 0 | 25-29  | 8           |       |       |       |       |          |
| 12 | 20-24  | 12          |       |       |       |       |          |
| 24 | 15-20  | 32          |       |       |       |       |          |
| 28 | 10-14  | 12          |       |       |       |       |          |
| 0 | 5-9    | 16          |       |       |       |       |          |
| 4 | 0-4    | 12          |       |       |       |       |          |

## Економіка
2010 року серед 355 осіб працездатного віку (15—64 років) 242 були активними, 113 — неактивними (показник активності 68,2%, у 1999 році було 68,5%). З 242 активних мешканців працювало 205 осіб (116 чоловіків та 89 жінок), безробітними було 37 (14 чоловіків та 23 жінки). Серед 113 неактивних 36 осіб було учнями чи студентами, 49 — пенсіонерами, 28 були неактивними з інших причин.

У 2010 році в муніципалітеті числилось 240 оподаткованих домогосподарств, у яких проживали 544,5 особи, медіана доходів виносила 16 733 євро на одного особоспоживача